# Un enfant pas comme les autres
Pour l’article homonyme, voir Corky, un adolescent pas comme les autres.
Pour plus de détails, voir Fiche technique et Distribution.
Un enfant pas comme les autres, ou L'Enfant de Mars au Québec (Martian Child), est un film dramatique américain tiré d'une adaptation d'une nouvelle de science-fiction de David Gerrold. Réalisé en 2007 par Menno Meyjes, avec John Cusack et Bobby Coleman, le film a été distribué en France en 2009.

## Synopsis
Pour découvrir ce que c'est qu'être père, David Gordon (John Cusack) pense adopter un orphelin alors que son entourage le lui déconseille, face aux difficultés d'élever un enfant seul. Ce dernier prétend venir d'une planète lointaine, et reste donc à longueur de journée dans une grande boîte pour se protéger du soleil. Plusieurs phénomènes vont ainsi pousser David à croire aux origines du jeune orphelin, nommé Dennis (Bobby Coleman). Grâce à l'aide de sa sœur et de la meilleure amie de sa femme décédée, il va découvrir ce qu'est l'amour paternel.

## Fiche technique
- Titres francophones : Un enfant pas comme les autres ( France) et L'Enfant de Mars ( Québec)
- Titre original : Martian Child
- Réalisation : Menno Meyjes
- Scénario : Seth Bass et Jonathan Tolins (d'après la nouvelle de David Gerrold)
- Producteurs : Ed Elbert, David Kirschner et Corey Sienega
- Société de production : New Line Cinema
- Distribution :
  -  États-Unis : New Line Cinema
  -  France : Metropolitan Filmexport
- Musique : Aaron Zigman
- Photographie : Robert D. Yeoman
- Montage : Bruce Green
- Décors : Andrea French
- Costumes : Michael Dennison
- Genre : Film dramatique[1]
- Durée : 106 minutes
- Pays de production :  États-Unis
- Langue originale : anglais
- Format : 35 mm - couleur - 1.85:1 - SDDS
- Budget : 27 000 000 $[2]
- Date de sortie[3] :
  - États-Unis : 19 octobre 2007 au festival international du film de Hampton
  - États-Unis  et Canada : 2 novembre 2007 (en salles)
  - France : 15 juillet 2009

## Distribution
- John Cusack (VF : Renaud Marx ; VQ : Pierre Auger) : David
- Bobby Coleman (VF : Robin Trouffier ; VQ : Alexandre Bacon) : Dennis
- Amanda Peet (VQ : Geneviève Désilets) : Harlee
- Sophie Okonedo (VF : Annie Milon ; VQ : Nathalie Coupal) : Sophie
- Joan Cusack (VQ : Nadia Paradis) : Liz
- Oliver Platt (VQ : François L'Écuyer) : Jeff
- Richard Schiff (VQ : Alain Fournier) : M. Lefkowitz
- Anjelica Huston (VF : Brigitte Virtudes) : Tina
- Bud : Flomar
- Taya Calicetto (VQ : Ludivine Reding) : Esther
- David Kaye : Andy
- Braxton Bonneville : Nicholas
- Samuel Charles : Jonas
- Howard Hesseman (VQ : Denis Mercier) : Dr Berg

 Source et légende : version française (VF) sur RS Doublage et version québécoise (VQ) sur Doublage.qc.ca

## Autour du film
Ce film marque la dixième collaboration à l'écran de John et Joan Cusack, frère et sœur dans la vraie vie. John Cusack a tout de suite accepté, après avoir lu le scénario, de jouer dans cette adaptation, qu'il a trouvé aussi touchante qu'intrigante :

« J'ai trouvé cette histoire aussi touchante qu'intrigante. Elle traite des rapports entre un homme et un petit garçon adopté, chacun tentant de comprendre et d'apprivoiser l'autre. J'ai aimé l'idée de cette relation parce qu'elle fait la part belle au jeu des acteurs. Cette histoire est à la fois moderne et fascinante, notamment grâce à ce petit garçon hors norme qui ne parvient pas à s'intégrer au monde. Il pense venir d'une autre planète et cette idée m'a semblé très intéressante. C'est une fable, une métaphore sur la solitude et sur notre incapacité à trouver notre place ici-bas. J'ai trouvé ça à la fois magnifique et émouvant. »

### L'adaptation
Le scénario du film est une adaptation de la nouvelle de science-fiction L'Enfant de MArs (titre original : Martian Child) de David Gerrold qui a remporté de nombreux prix tels que le prix Hugo de la meilleure nouvelle longue en 1995, le prix Nebula de la meilleure nouvelle longue en 1994 et le prix Locus de la meilleure nouvelle longue en 1995.
Alors que la nouvelle présente un protagoniste ouvertement gay, le film présente un homme hétérosexuel, ce qui a soulevé plusieurs critiques de la part de la communauté gay.
L'auteur de la nouvelle, David Gerrold, est producteur exécutif du film.

### Bande originale
Produite par RCA Records et composée par Aaron Zigman, voici la liste des pistes de la bande-originale du film :
| - Main Title - David's Concern - David and Harlee - Dennis in David's Yard - Hangin' Upside Down - At the Supermarket - Flomar Dies - New School - Remembering Mary - Harlee and Dennis | - I Eat Lucky Charms - David's Frustration - Waiting - Dennis Runs Away - Magic - At the Park - Breaking Dishes - Flashback - Another School - Christmas Night | - Tasting Color - Inspection - Getting to Know Each Other - Hot Coffee - At the Observatory - In the Box - David Waits - Dennis Explains the Stars - At the Adoption Agency - Hearts Open Wide |

### Box-office
| Pays ou région | Box-office  | Date d'arrêt du box-office | Nombre de semaines |
| -------------- | ----------- | -------------------------- | ------------------ |
| États-Unis     | 7 500 310 $ | 13 décembre 2007           | 6 semaines         |
| Mondial        | 9 292 446 $ | 14 juillet 2009            | -                  |

### Réception critique
- Première  :

« le film de Menno Meyjes est aussi gentillet qu'insipide […] le scénario en rajoute tant dans le sentimentalisme et dans les péripéties les plus attendues […] qu'on est vite écœurés. »

- Le Monde  :

« Le scénario se maintient en équilibre entre l'hypothèse fantastique qui ferait de Dennis un cousin humanoïde de E.T., et la leçon de choses sur les difficultés de l'adoption. […] Cette ambivalence du récit est charmante, avant de se faire exaspérante. L'étrangeté et le quotidien sont faits pour cohabiter sous le même toit. Mais ici, chaque registre part de son côté. »

- Libération  :

« l’onctuosité hollywoodienne de la semaine. »

- Les Inrockuptibles  :

« Plutôt que d’exister sous forme de livre puis de film, cette histoire dégoulinante de bons sentiments aurait trouvé un terrain d’expression adéquat dans une émission de Mireille Dumas. »

- Télérama :

« Bourrée de clichés et débordante de bons sentiments [...] fable écœurante [...] »

## Distinctions
- 2009 : aux Young Artist Awards, le film a été nommé dans les catégories meilleur film familial et meilleur jeune acteur[18]